# Corrado Casalini
Pour les articles homonymes, voir Casalini (homonymie).
Ivo Corrado Casalini (né le 2 novembre 1914 à Bologne en Émilie-Romagne et mort à une date inconnue) est un joueur italien de football, qui évoluait au poste de milieu de terrain.
Au cours de sa carrière, Casalini a joué pour les clubs italiens de l'Associazione Calcio Prato, de l'AC Sienne, de la Juventus (pour qui il joue son premier match le 17 septembre 1939 lors d'une victoire 4-0 sur l'Ambrosiana Inter en Serie A), du Pro Vercelli Calcio et de l'AC Coni 1905.